# ديك الغاب (قصة قصيرة)
ديك الغاب هي قصة قصيرة للكاتب غي دو موباسان، نشرت عام 1882.

## تاريخ
نشرت ديك الغاب في البداية في مجلة لو غالوا في عدد 5 ديسمبر 1882 و أصبحت مقدمة المجموعة قصص ديك الغاب[1].